# Surpâturage
Le surpâturage est un excès de « pression de pâturage » par des animaux (domestiques, semidomestiques ou marrons), autrement dit une surexploitation des ressources végétales servant à l'alimentation de ces derniers. Le sous-pâturage, souvent lié à la présence de plantes peu appétentes, résulte de la situation inverse où la demande fourragère du troupeau est déficitaire par rapport à l'offre.
Le surpâturage favorise généralement les plantes prostrées ou en rosette et le sous-pâturage favorise les espèces de grande taille, compétitrices pour la lumière. Ces deux intensités de pâturage amènent la disparition des bonnes espèces fourragères au profit des plantes refus (zones où l'herbe drue, trop acide ou trop amère en raison des tanins, n'est pas broutée), ou tout au moins peu consommées, ce qui conduit à la modification de la composition floristique de la praire (dégradation du couvert végétal de la prairie surpâturée, enfrichement de la prairie sous-pâturée),.

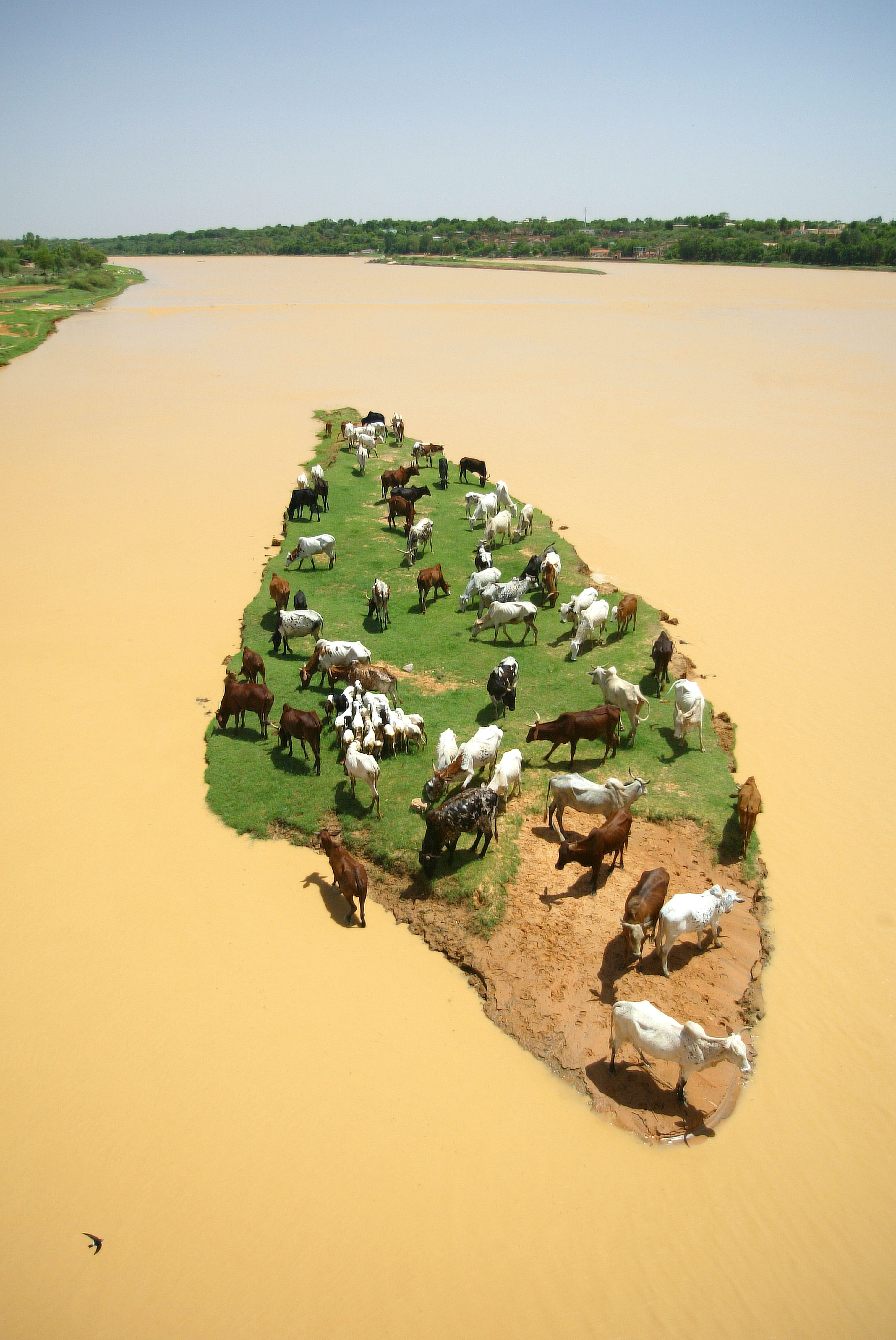
Bovins sur une île du fleuve Niger (photo prise d'un pont près de Niamey

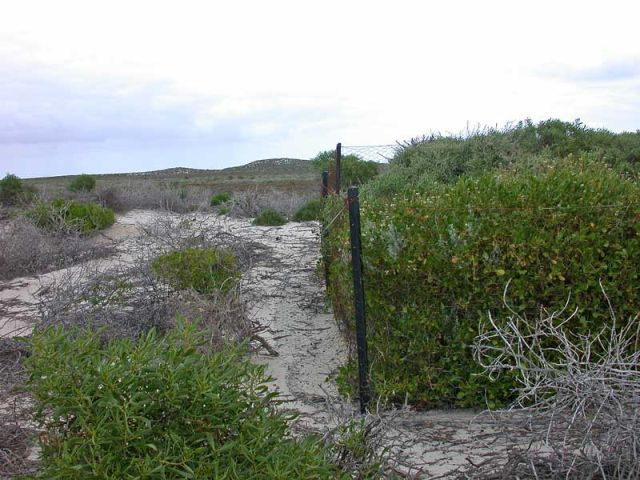
Cette photographie illustre l'effet du surpâturage induit sur l'une des îles coralliennes d'(Houtman Abrolhos (ou Îles Abrolhos, un ensemble de 122 îles et récifs coralliens situés dans l'océan Indien au large des côtes ouest de l'Australie)
Ce surpâturage est dû à une espèce de Wallaby (Macropus eugenii introduite hors de son écosystème, en l'absence de prédateurs et de ses parasites naturels.

## Notion relative
Le « surpâturage » correspond à un prélèvement, par pâturage, d'une quantité de matériel végétal dépassant les capacités de production (ou de reproduction) de la végétation considérée.

## Origine
Il semble souvent être d'origine anthropique. 
Hormis dans quelques cas particuliers (herbivores introduits par des marins ou des soldats sur de petites îles), il semble ne pas durablement subsister dans les écosystèmes sauvages, car régulé par les dynamiques prédateurs-proies ou les parasitoses qui infestent les animaux en état de carence nutritionnelle à la suite du surpâturage. 
Dans un milieu naturel non fragmenté, les animaux sont mobiles (tant pour échapper à leurs prédateurs que pour recherche d'autres zones de ressources alimentaires), dans un espace réduit ou clôturé, le surpâturage survient plus facilement.

## Conséquences
Les effets du surpâturage diffèrent beaucoup selon le contexte biogéographique (Cf. climat, microclimats et sol plus ou moins vulnérable au piétinement et à l'érosion, plus ou moins riche en nutriments et donc plus ou moins résilient face aux troupeaux d'herbivores. Les animaux en cause peuvent avoir une importance aussi (par exemple les caprins peuvent escalader certaines parois pour se nourrir, et même les arbres et buissons et les défolier, ce que ne font pas les bovins et ovins)

Ils peuvent être exacerbés par la salinisation des sols surexploités et les dérèglements climatiques
- Effets sur le sol et les paysages : Ces effets sont les plus aigus et évidents en zone aride[3]

Le surpâturage inclut des effets directs "physiques" et biologiques de surfréquentation et surpiétinement avec divers changements édaphiques (sol) et des modifications du paysage (érosion massive à Madagascar par exemple ou apparition de « terrassettes »  et zones dénudées. Sous climat aride, le surpâturage des espèces pérennes est l'une des premières causes de désertification.
- Des effets sanitaires ; ils apparaissent chez le bétail dont l'immunité est affaiblie par des carences alimentaires et un taux de parasitisme accru. 
Ces parasites et divers microbes pathogènes sont sources de zoonoses qui peuvent affecter d'autres espèces, ainsi que les populations humaines vivant dans les régions concernées, et au-delà via la diffusion d'épidémies.
- Des effets sur la biodiversité et les services écosystémiques : Ils sont induits par le fait que la faune sauvage herbivores (et par suite ses prédateurs et les superprédateurs) se voient privés de ressources alimentaires et parfois d'eau (quand les sources ou puits sont protégés et réservés au bétail). Le pâturage est souvent associé à une chasse aux prédateurs (ex : loups dans les steppes de Gobi (Mongolie), dont la disparition a localement induit une « pullulation » de campagnols qui ont détruit de vastes surfaces d'herbages en consommant les racines des graminées.
- Des effets socio-économiques, locaux et indirects, par dégradation des ressources.

## Sources